# کوهودنیا
کوهودنیا (به لاتین: Kohodeniya) یک منطقهٔ مسکونی در سری‌لانکا است که در استان مرکزی (سری‌لانکا) واقع شده‌است.